# عبيد الجسد (فلم)
عبيد الجسد فيلم مصري إنتاج سنة 1962 إخراج كمال عطية، تأليف كمال عطية ومحمد زيدان، بطولة كل من فريد شوقي، هدى سلطان، محمود المليجي، توفيق الدقن وشفيق نور الدين.

## قصة الفيلم
يقوم على عبد الفتاح بسرقة حقيبة نقود «عم أمين» وهو خارج من محل تعمل فيه البائعة «سامية» التي تقوم بتصويره، تقوم سامية بتصوير حادث الاختطاف، تقرر تهديد اللص بإعادة الحقيبة وإلا بلغت أمره إلى الشرطة، يحدث اختلاف بين «علي» وبين شركائه من اللصوص من أجل إعادة الحقيبة إلى صاحبها، ويأخذ أصل الفيلم الذي به الصورة ويهدى الفتاة خاتمًا قام بسرقته. تنمو قصة حب بينهما، ويخرجان سويًا، ويطلب منها الزواج، فتوافق شرط أن يترك أعمال السرقة. وتعمل كموظفة خزانة في محل صغير. يخرج «أحمد» من السجن ويلتقى بصديقه القديم «علي»، وعندما يزوره يكتشف أن زوجته هي امرأته السابقة والتي كانت تحمل اسم «وفاء»، وأنها سبق أن هربت من منزله. يقوم بتهديدها أن يكشف أنها زوجة لرجلين في نفس الوقت، وتقرر أن تقتله للتخلص منه، لكن البوليس لا يلبث أن يقوم بمطاردته ويقتله، فيغفر لها زوجها ماضيها.